# Voley Playa Madrid 2015-2016 (femminile)
Questa voce raccoglie le informazioni riguardanti il Voley Playa Madrid nelle competizioni ufficiali della stagione 2015-2016.

## Organigramma societario
Area direttiva
- Presidente: Paula Pascual

Area tecnica
- Allenatore: Félix Monreal (fino all'11 ottobre 2016), Gabriele Perni (dal 12 ottobre 2016)
- Allenatore in seconda: Juan Carlos Rodríguez

Area sanitaria
- Preparatore atletico: Juan Carlos Rodríguez

## Rosa
| N° | Nome                 | Ruolo | Data di nascita   | Nazionalità sportiva |
| -- | -------------------- | ----- | ----------------- | -------------------- |
| 1  | Evelina Avramova     | P     | 29 maggio 1998    | Bulgaria             |
| 2  | Marina Saucedo       | P     | 8 giugno 1991     | Spagna               |
| 3  | Carmen Muñoz         | S     | 16 luglio 1990    | Spagna               |
| 4  | Ruth Oliver          | S     | 27 ottobre 1985   | Spagna               |
| 5  | Manuela De Las Casas | P     | 9 settembre 1994  | Spagna               |
| 6  | Cristina García      | L     | 24 febbraio 1997  | Spagna               |
| 7  | Andrea García        | C     | 27 marzo 1990     | Spagna               |
| 8  | Nazaret Florián      | S     | 13 dicembre 1989  | Spagna               |
| 9  | Laura Monzón         | C     | 26 agosto 1988    | Spagna               |
| 10 | Daniela Ospina       | S/O   | 22 settembre 1992 | Colombia             |
| 13 | Raquel Díaz          | L     | 30 agosto 1988    | Spagna               |
| 14 | Luisa Rodríguez      | S     | 2 marzo 1989      | Spagna               |
| 17 | Lucía Aniorte        | S     | 5 agosto 1992     | Spagna               |
| 18 | Amparo Hopf          | S/O   | 19 dicembre 1980  | Spagna               |